# 652 Юбілятрікс
652 Юбілятрікс (652 Jubilatrix) — астероїд головного поясу, відкритий 4 листопада 1907 року.
Тіссеранів параметр щодо Юпітера — 3,374.